# 仙人峠道路
仙人峠道路（せんにんとうげどうろ）は、岩手県釜石市甲子町第七地割から遠野市上郷町平倉に至る18.4 kmの国道283号バイパスである。
東北横断自動車道釜石秋田線に並行する一般国道自動車専用道路として、高速道路ナンバリングによる路線番号「E46」が割り振られている。現在は釜石自動車道として案内されている。

## 概要
仙人峠の南、箱根峠と土倉峠の中間を通り釜石と遠野を繋ぐ。東北横断自動車道釜石秋田線に並行する一般国道の自動車専用道路として整備されている。全区間が国直轄の「指定区間」である。この道路は既存区間の元名称「仙人道路」（後述）のバイパスであったことから、岩手県事業区間（気仙郡住田町上有住字秋丸 - 遠野市上郷町平倉5.2 km）は岩手県側の資料では仙人道路改築事業と記されている。

### 特徴
かつての旧街道の仙人峠から南方約4.5 kmの山中を通る。6割を新仙人トンネル等のトンネルと橋梁が占め、旧道で46箇所あった半径150 m以下の急カーブはなくなり、最もきつい坂の傾斜も9.6%から4%にまで緩和された。加えて、幅員が5.1 mしかなかった仙人トンネルに比べて本道路のトンネル郡は車道幅が約2倍、断面積が約2.3倍と十分な大きさが取られ、安全で円滑な交通が確保されている。

## 歴史

### 本道路が出来るまで
遠野盆地から北上高地を越えて釜石に通じる仙人峠は、岩手県内の峠の中でも最も険しく、古来から人々の往来を妨げ、明治初期までは徒歩での峠越えを余儀なくされていた 。その過酷さは大人の足でも3時間はかかる上に途中には湧き水もなく、頂上の茶屋で飲料水が有料で提供されるほどであったという。大正期に入って鉄道が建設され、1939年（昭和14年）には国鉄山田線が開通したことで県都盛岡と釜石の往来は鉄道が主流となり、仙人峠の往来は激減した。しかし1947年にアイオン台風によって山田線が長期不通になると復旧まではやむを得ず仙人峠を通ることになり、加えて終戦後の食糧不足による米の買出しなどもあり、峠越えをする人の列が続いた。これらのことから花巻と釜石を結ぶ鉄道が熱望され、1950年10月に国鉄釜石線が全通。これにより人の往来は大きく改善された。
しかし、戦後のモータリゼーションの発達により、仙人峠の道路整備の遅れが再び顕在化する。この状況に岩手県は1952年、県道盛岡釜石線の改良工事に着手し、1954年には全長2,528mの仙人トンネルが貫通した。後に工事は日本道路公団に引き継がれ、1959年9月に仙人トンネルを含む約10.2 kmの仙人有料道路（通称：仙人道路）が開通して、この区間の自動車交通の利便性は飛躍的に向上した。仙人道路は、1970年4月には一般国道283号に路線指定されて国道となり、1980年4月には無料化されてますます重要性を高めた。しかしこの間の物流の高度化も目覚しく、急勾配・急カーブを多く抱えたこの区間の道路状況は交通量の増加や車両の大型化への対応力を欠き、仙人峠はまたしても現代の難所として立ち塞がった。
これらの状況を打破すべく1986年、岩手県内13市町村で「仙人峠道路改良整備促進期成同盟会」を組織。1987年には釜石市が一般国道283号の抜本的な改良工事の早期着工にはずみをつけるべく「仙人・1000人総決起大会」と銘打った市民大会を開催。続いて1988年には釜石市内230団体で作る「仙人峠道路改良整備釜石市民市民会議」も結成、運動資金は“仙人・1000円募金”など全て市民からの寄付で賄い、前述の大会を1992年まで計6回開催した。また、陳情の形態としては珍しい民間から国への独自の陳情も行った。このような官民一体の熱意を受けて仙人峠道路は1992年に事業着手された。

### 開通後の影響・そして高速ネットワークへ

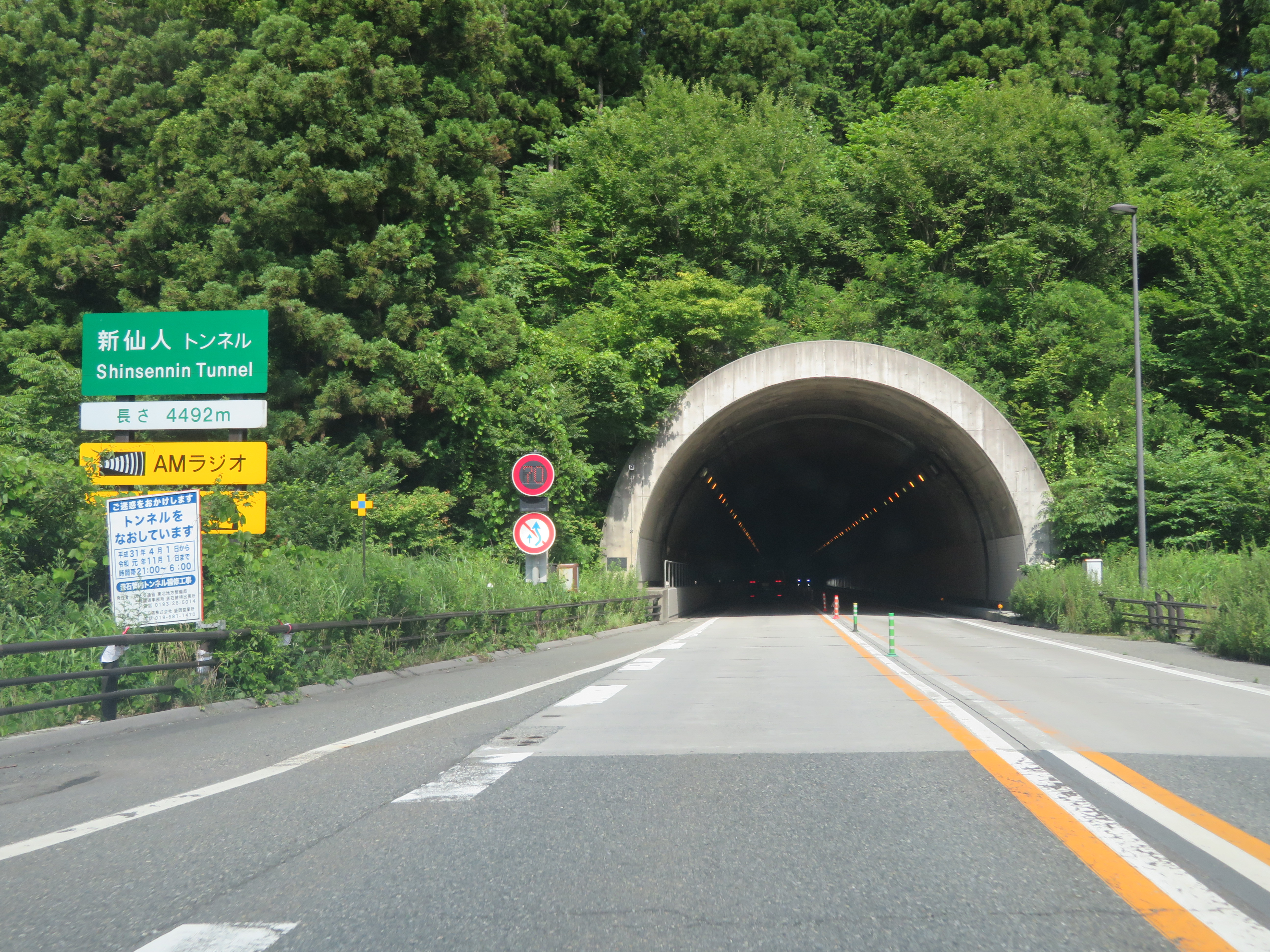
新仙人トンネル（遠野市方面側坑口付近を撮影）

最大の長さである新仙人トンネルは、掘削時に70t/分の突発湧水に見舞われるなどのトラブルもあったが、2002年10月29日に無事貫通。そして2007年3月18日、アクセス道路の上郷道路と合わせて約750億円の事業費をかけ仙人峠道路はついに開通した。
地域住民の悲願ともあって、開通パレード・沿道での歓迎やイベントには約3000人の市民が参加し、地元メディアも大々的に報じた。また、仙人峠道路の開通から1年後の2008年3月、既存の管理・避難用施設を利用した滝観洞ICが開通した。滝観洞ICについては、開通の少し前の同年2月に滝観洞が全長3635m（全国10位）、高低差115m（同28位）にも及ぶ全国屈指の大洞窟であることが判明したこともあり、追加IC設置のニュースとしては珍しく、こちらも地元紙で大々的に特集が組まれた。
開通の効果は絶大で、それまでの国道283号の通過交通のうち8割近くが本道路経由にシフトした。また、地方の医療環境が改善・物流コストの削減と安全性の向上・観光による地域の活性化・事故の大幅な減少と所要時間の短縮・地域間交流への貢献など影響は多岐にわたる。さらに、東日本大震災で沿岸部の道路網が壊滅状態に陥った時に、国が東北道/国道4号の縦軸ラインから複数の路線をくしの歯状に啓開（障害を取り除き道を切り開く）して救命/救援を行うくしの歯作戦を実行した際に最も交通量が増加し 、「命の道」として沿岸部への救援に多大な貢献を果たした。
本道路は2012年に制限速度が引き上げられ、両端の接続道路は東日本大震災からの復興事業として事業化。2019年3月9日には当道路を含む釜石自動車道が全通し高速ネットワークに組みこまれ、果たす役割はより大きくなる。